# ? (Ange)
?  is een studioalbum van Ange. Het is een titelloos album, waarbij de koper zelf de titel kon invullen op de achterzijde van de platenhoes van Phil Umbdenstock. Het album is opgenomen van 1 september 2004 tot 21 februari 2005 in La Noiseraie, de geluidsstudio van Ange zelf. Als muziekproducent trad op Un pied dans la marge, de fanclub waarin Christian Décamps een grote rol speelt.

## Musici
- Christian Décamps – zang, synthesizer
- Caroline Crozat - zang
- Hassan Hajdi – gitaar, zang
- Thierry Sidhoum – basgitaar
- tristan Décamps – toetsinstrumenten
- Benoit Cazzulini – slagwerk

Met
- Guillaume Lebowski – didgeridoo op Les eaux du Gange, trombone op Passeport
- Emilie Slata – dwarsfluit op Les eaux du Gange, Passeport
- Caroline Varlet – accordeon op Entre foutre et foot

## Muziek
| Nr. | Titel                                                                      | Duur |
| --- | -------------------------------------------------------------------------- | ---- |
| 1.  | Le couteau suisse (C. Décamps, T. Décamps)                                 | 3:58 |
| 2.  | Ricochets (C. Décamps, Ange)                                               | 5:55 |
| 3.  | Histoires d’outre rêve (C. Décamps, Ange)                                  | 9:39 |
| 4.  | J’aurais aimé na pas t’aimer (C. Décamps, Ange)                            | 4:17 |
| 5.  | Le coeur à corps (Crozat, C. Décamps)                                      | 5:34 |
| 6.  | Les eaux du Gange (C. Décamps, Ange)                                       | 5;15 |
| 7.  | Naufragé du zodiaque (inclus Thème astral) (C. Décamps, Hajidi)            | 9:12 |
| 8.  | Entre foutre et foot (C. Décamps)                                          | 2:16 |
| 9.  | Ombres chinoises (C. Décamps, Cazzulini)                                   | 6:00 |
| 10. | Sous hypnose (C. Décamps, Ange)                                            | 4:58 |
| 11. | Passeport pour numme part (reflux d’aubes tempérées) (C. Décamps, Sidhoum) | 4:54 |
| 12. | Quand est-ce qu’on viendra d’ailleurs (C. Décamps, Ange)                   | 6:27 |
| 13. | Jazzouiilis (C. Décamps, Ange)                                             | 3:46 |